# Прапор Чугуєва
Пра́пор Чугу́єва затверджений 20 червня 1995 року сесією Чугуївської міської ради.

## Опис
Прапор міста являє собою прямокутне полотнище червоного кольору із співвідношенням сторін 1:2, в центрі якого — герб міста.